# 佩莱火山

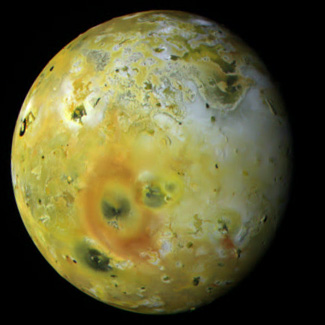
木卫一后半球彩色图，突出显示了环佩莱火山的大红环

佩莱火山（Pele）是木星的卫星-木卫一上一座活跃的火山 ，它位于木卫一后半球南纬18.7度、西经255.3度处。从1979年的“旅行者1号”起，多艘太空探测器都在佩莱火山观测到了一束300公里（190英里）高的巨大火山喷流，虽然现已不再存在。1979年3月8日，佩莱火山喷流的发现证实了木卫一上火山活动的存在，该火山喷流与位于多瑙河高原北端的一座熔岩湖有关，佩莱火山还由于喷出的含硫沉积物在其周围形成一圈连续的大红环而特别醒目。

## 观察

### “旅行者号探测器”

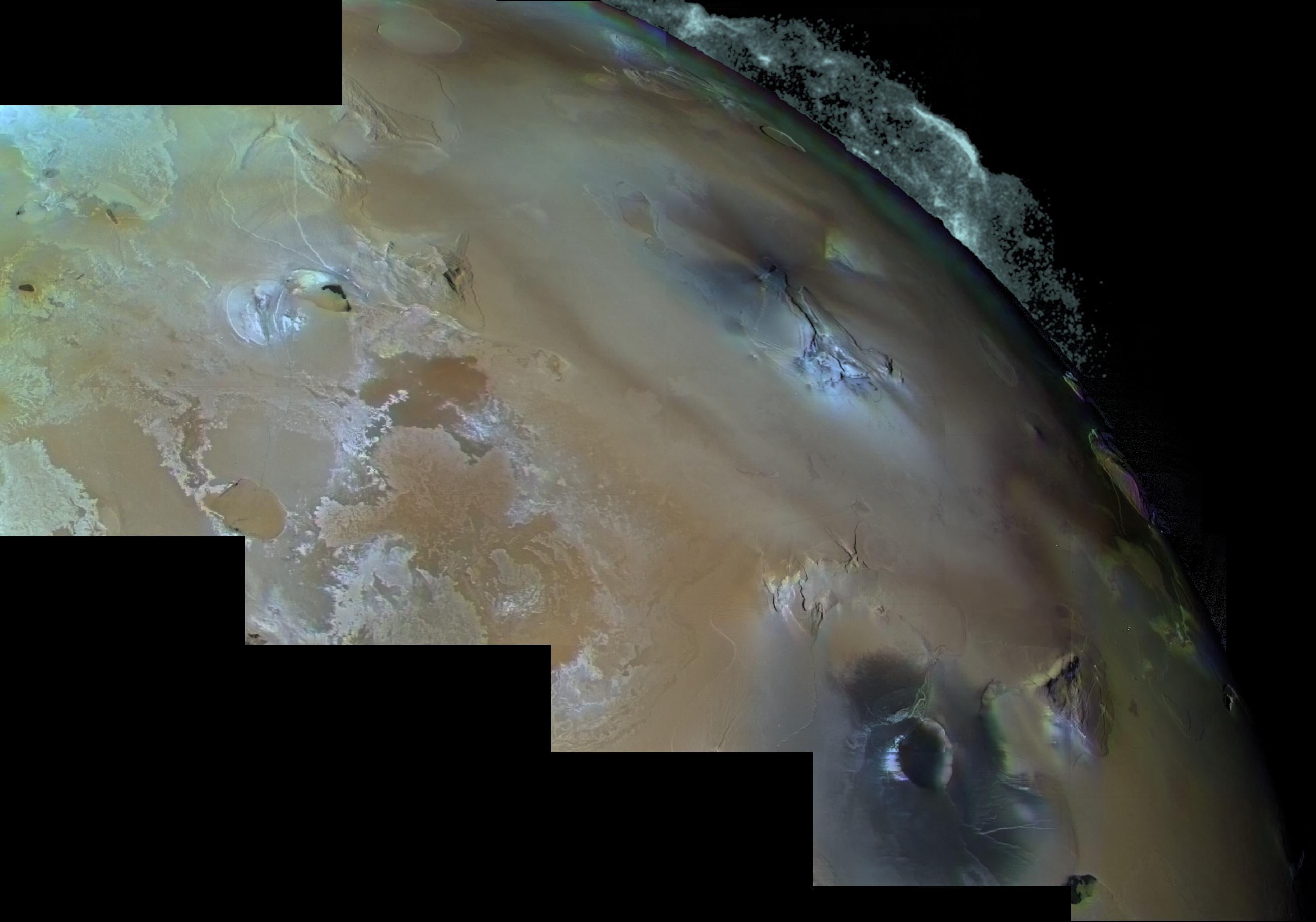
“旅行者1号”拍摄的佩莱火山（中间右上方）及丝状喷流的拼接图

1979年，当“旅行者1号”接近木星系统时，它获取了许多包括木卫一在内的木星和四颗最大卫星的照片。这些木卫一的远距离图像中，最特别的特征之一，就是在该卫星的后半球（在同步旋转卫星中，总是背向运动方向的一面，如木卫一）有一圈巨大、卵状、类似蹄印的圆环。 在1979年3月5日的交会中，“旅行者1号”获得了蹄印区的高分辨率图像，位于圆环中部的领结形暗区中心是一处部分被黑色物填满的洼地，大小为30公里（19英里）×20公里（12英里）。该洼地后来被发现是佩莱火山的源头，位于一座裂谷山脉（后被命名为多瑙河高原)的北端山脚。从此次交会中，带来另一有关木卫一表面火山活动的意外证据，研究人员推测佩莱火山很可能是一座破火山口 。
1979年3月8日，在飞过木星三天后，“旅行者1号”拍摄了木星各卫星的照片，以帮助任务控制人员确定探测器的确切位置，这一过程称为光学导航。当在处理木卫一图像以增强背景恒星可见度时，导航工程师“琳达·蒙娜碧朵”（Linda Morabito）在木卫一边沿发现了一道300公里（190英里）高的云，起初，她怀疑这是木卫一后面的另一颗卫星，但在那个位置，并没有一颗大小合适的天体。该特征后被确认为是一道300公里（190英里）高、1200公里（750英里）宽，由佩莱火山活动所产生火山喷流。根据在佩莱火山观测到的喷流大小，大红（或在旅行者号相机中显示为黑色，该相机对红光波长不敏感）环被确认是火山喷流的沉积物。循着这一发现，又在“旅行者号”早先拍摄的木卫一图像中找到了另外七束火山喷流，根据“旅行者1号”红外干涉光谱仪（IRIS）对佩莱火山热辐射的探测，检测到一个表明冷却岩浆的佩莱火山“热点”，进一步揭示了地表火山活动与“旅行者1号”所观测到的喷流之间的关系。
1979年7月，在“旅行者2号”飞越木星系统时， 它的成像任务被更改为对木卫一火山喷流的观察并寻找地表变化。佩莱火山的喷流柱，当时被命名为“流束1”，因为它是在木卫一上发现的第一束火山喷流，但当“旅行者2号”四个月后到达时，却并没有找到它，而对地表的监测结果显示，环佩莱火山周围的红环已发生了变化。当“旅行者1号”与木卫一交会时，它的外观尚呈心形或蹄印状，而现在它变得更椭圆，南部缺口现也已被喷流沉积物填满，这一切都可能缘于佩莱火山口内的喷流源分布发生了改变。
1979年，在“旅行者探测器”交会之后，国际天文学联合会以夏威夷神话中的火山女神“佩莱”（Pele）正式命名了该火山。

### “伽利略号探测器”和其他

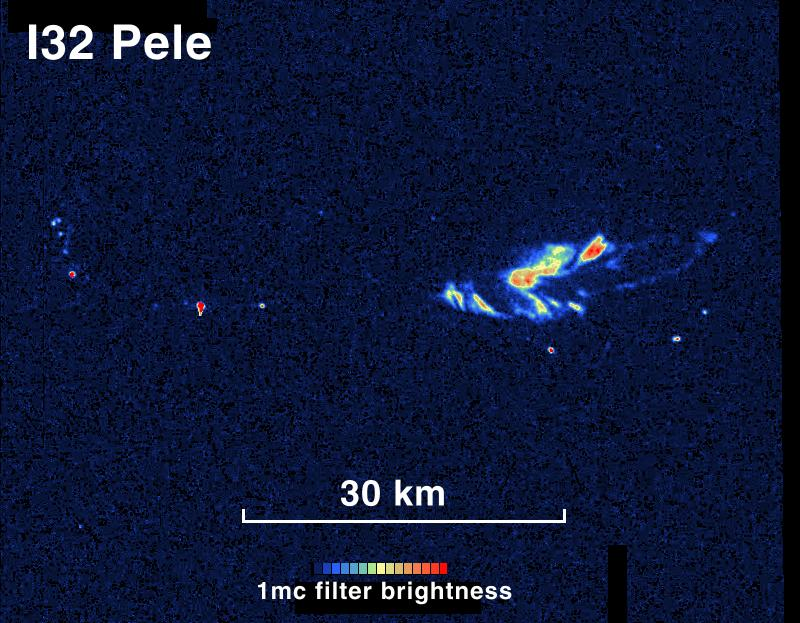
红外图像显示的佩莱火山熔岩湖夜间热辐射

1995年“伽利略号探测器”抵达木星系统，从1996年到2001年，通过观测木卫一近红外波段的热辐射，定期监测木卫一上的火山活动，在木卫一处于木星阴影中时对其进行成像，以便在可见光和近红外波段寻找热点，并在各个轨道位置对木卫一进行拍摄，以发现表面沉积覆盖层及熔岩流外观的变化。当木卫一处于木星阴影中时，几乎每一次拍摄木卫一后半球图像时，都能探测到佩莱火山的热辐射。佩莱火山喷流被发现是间歇性的，且主要由含尘量偶尔上升的气体组成。在1996年12月和2000年12月，“伽利略号探测器”只探测到两次喷发， 在这二次中，喷流高度从 300公里（190英里）到426 公里（265英里）不等。1999年10月，当“伽利略”号飞越木卫一时，哈勃太空望远镜也探测到了佩莱火山喷流，并首次在喷流中探测到了双原子硫(S2) ，而在火山的白昼图像中也观察到了环佩莱火山的大红环形状和亮度的细微变化，其中最明显的变化出现在1997年9月，当时皮兰火山口喷发产生的黑色火山碎屑物覆盖了佩莱火山的部分喷流沉积物。
1999年10月至2001年10月“伽利略号探测器”与木卫一交会期间，在佩莱火山位于木卫一夜面时，探测器利用相机和红外光谱仪对它进行了三次不同时段的观测。摄像机显示了沿佩莱火山口（这一术语用于描述木卫一上的火山洼地，类似于破火山口）边缘的一条弯曲亮点线，又在火山口东南部的东西向暗黑带内，观测到大量的热辐射，其温度和分布形同一座大玄武岩熔岩湖。
佩莱火山的热辐射也在2000年12月和2001年12月分别被“卡西尼探测器”和位于夏威夷的凯克望远镜，以及于2007年2月发射的“新视野号探测器”观察到。

## 物理特性

### 熔岩湖

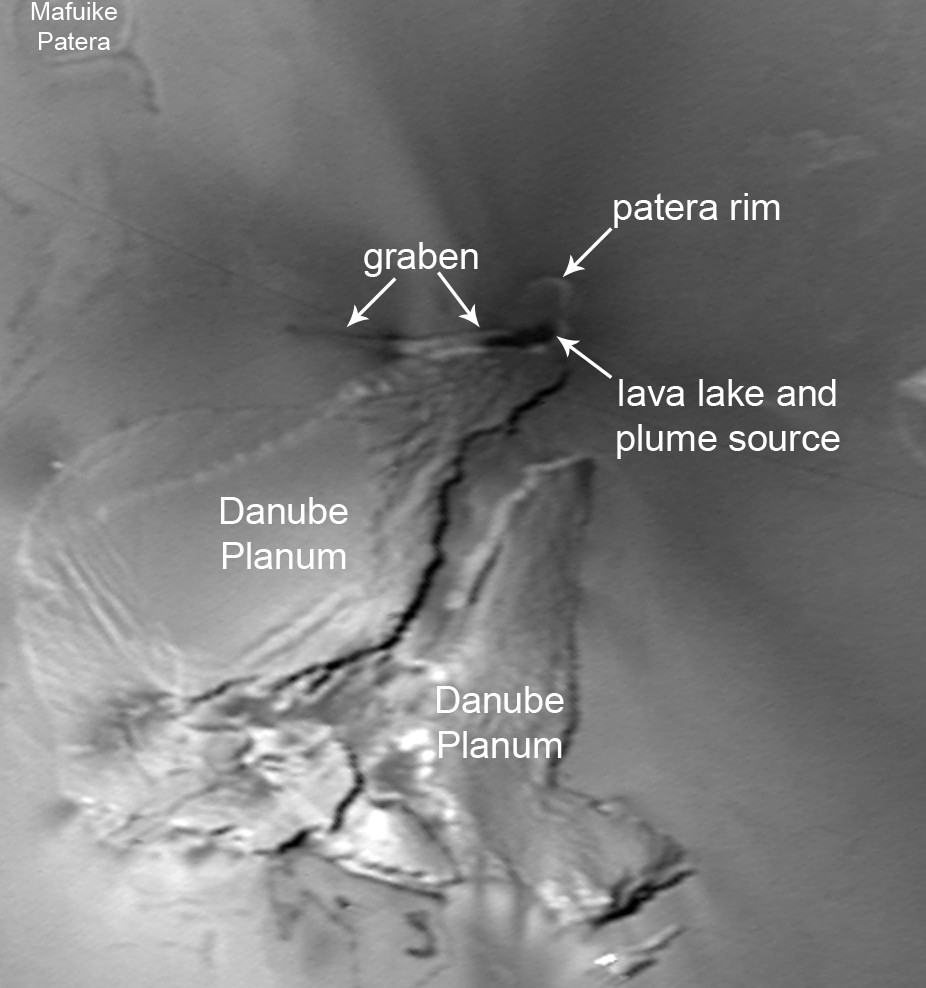
1979年3月“旅行者1号探测器”拍摄的佩莱火山高分辨率图像

佩莱火山有一座位于多瑙河高原北端山脚，范围为30公里（19英里）× 20公里（12英里）的火山坑，或称“火山口”，该火山口坑底各部分高低不同，有较高的东-北区和由东西走向地堑构成的南部低洼区。从2001年10月“伽利略探测器”拍摄的照片中可看到，当佩莱火山位于木卫一夜面时，其火山活动似乎仅限于火山口边缘的小“热点”和坑底东南黑色区内一处更强烈的热辐射源区。该种火山活动分布，再加上佩莱火山作为一个“热点”在温度和辐射能量方面的稳定性，表明佩莱火山是一座巨大且又活跃的熔岩湖，这种喷发类型与活动强度的组合，在木卫一其它地区尚未发现过。伽利略数据中所看到的小热点，代表了熔岩湖沿火山口内边缘的破裂地壳区，在此，新的熔岩得以暴露在地表上，而“旅行者1号”图像中显示的火山口内东南黑色地带区，是佩莱火山最活跃的区域，也是热熔岩流最泛滥的区域。该区域被认为是一座汹涌翻腾的熔岩湖，暗示着有大量熔岩从地下岩浆库涌入湖中，并弥散着大量的溶解挥发物，如二氧化硫和双原子硫，考虑到佩莱火山在近红外波段的亮度，这一部分熔岩湖的活动也可能导致“熔岩喷泉”的形成。
利用在佩莱火山观测到的“热点”近红外辐射光谱测得的岩浆温度，与熔岩湖喷出的硅酸盐玄武岩岩浆相一致。“伽利略”和“卡西尼”图像的测量结果显示峰值温度至少为摄氏1250–1350°C，而“伽利略”上的近红外光谱仪发现的峰值温度为摄氏1250–1280°，尽管佩莱火山的喷发能量和温度在“伽利略”任务的大部分时间尺度上都保持一致，但利用“卡西尼探测器”在木卫一被木星日蚀期间所获数据测得的佩莱火山亮度值，发现在分时标度上存在相当大的变化。

### 喷发流束
佩莱火山的喷流是原型的“佩莱型”：高300公里（190英里），环喷孔分布有一圈同心的浅红色沉积覆盖毯，它的喷流则形成于佩莱熔岩湖岩浆所产生的硫蒸气(S2)和二氧化硫 (SO2) 。佩莱喷流中硫化物蒸气的持续存在，可能是该熔岩湖有持续稳定的岩浆供应源，且很可能是木卫一上最大的火山岩浆库。“旅行者1号”拍摄的喷流照片显示了一束没有中心柱的巨大结构，类似较小的普罗米修斯型喷流，具有丝状般的结构，由佩莱熔岩湖向空中喷出的含硫气体所形成的流束与这种形态相一致，当它们沿伞状流束的外缘抵达激波罩时，就凝结成固体S2和SO2，这些凝聚物随后沉积到地表，在佩莱火山周围形成一圈巨大、红色的椭圆环。椭圆形的沉积物大致呈南北向延伸，可能是东-西向线性源区的结果，与坑底南部的地堑及坑内更活跃区的形状和方向相一致。随着时间的推移，各种太空探测器所观测到佩莱熔岩湖各部分的不同活动，也可能是喷流沉积物的亮度和形状变化所致。